# Incilius melanochlorus
Incilius melanochlorus är en groddjursart som först beskrevs av Cope 1877.  Incilius melanochlorus ingår i släktet Incilius och familjen paddor. IUCN kategoriserar arten globalt som livskraftig. Inga underarter finns listade i Catalogue of Life.